# 阿尔尼库尔
阿尔尼库尔（法語：Arnicourt，法語發音：[aʁnikuʁ]）是法国大東部大區阿登省的一个市镇，属于勒泰勒区。

## 地理
阿尔尼库尔（49°33'19"N, 4°20'57"E）面积8.33 平方千米，位于法国大東部大區阿登省，该省份为法国北部内陆省份，西接埃纳省，南至马恩省，东临默兹省，北与比利时接壤。
与阿尔尼库尔接壤的市镇（或旧市镇、城区）包括：巴尔比、埃克利、伊诺蒙、索邦。
阿尔尼库尔的时区为UTC+01:00、UTC+02:00（夏令时）。

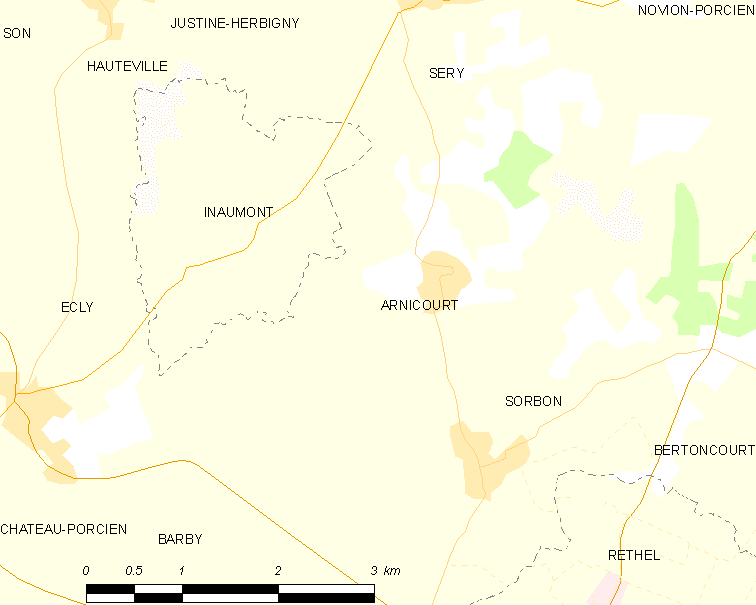
阿尔尼库尔的OSM定位图

## 行政
阿尔尼库尔的邮政编码为08300，INSEE市镇编码为08021。

## 政治
阿尔尼库尔所属的省级选区为勒泰勒县。

## 人口

1962-2008年间阿尔尼库尔人口变化图示

阿尔尼库尔于2022年1月1日时的人口数量为150人。